# Helina flaviscutellata
Helina flaviscutellata är en tvåvingeart som beskrevs av Xue, Feng och Song 2006. Helina flaviscutellata ingår i släktet Helina och familjen husflugor. Inga underarter finns listade i Catalogue of Life.